# Буковинське віче
Буковинське віче — народні збори, організовані 3 листопада 1918 року в Чернівцях, які ухвалили рішення про входження Північної Буковини до складу Української держави.

## Історичне тло події

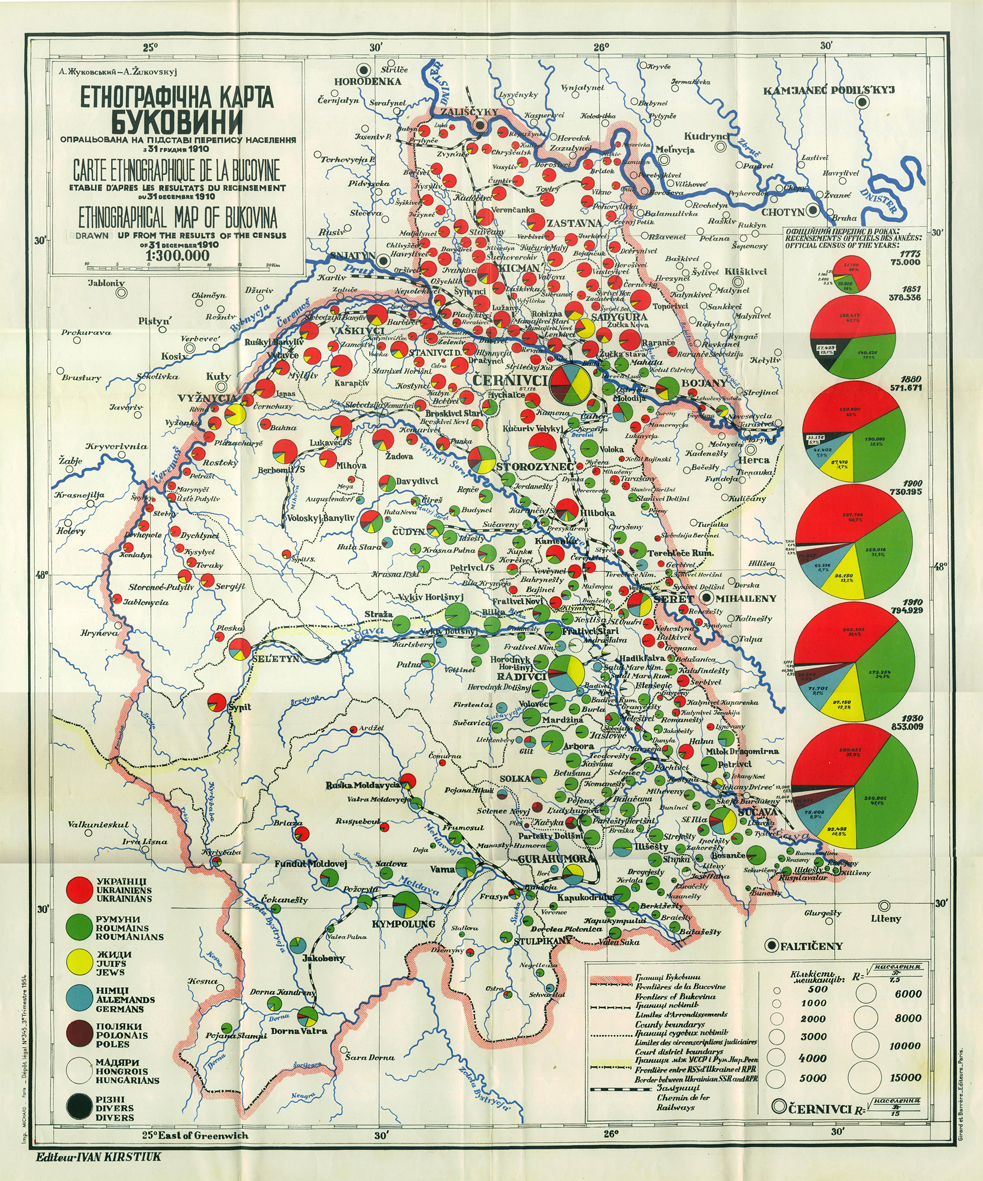
Етнографічна карта Буковини (перепис 1910 р.)

Впродовж X—XI ст. Буковина перебувала у складі Київської Русі, в XII — 1-й половині XIV ст. — Галицького князівства, згодом Галицько-Волинської держави. Після монголо-татарської навали зв'язки Буковини з галицько-волинськими землями послабились, що призвело до утворення тут на початку XIV ст. окремої Шипинської землі, яка визнавала зверхність золотоординських ханів. У 1540-х — 1550-х роках буковинські землі перебували під владою Угорщини. Невдовзі молдавські феодали виступили проти угорського короля з вимогою надати незалежність Молдові. Буковинська земля надовго (до 1774 р.) потрапила в залежність від молдавських господарів. Наприкінці XVI ст. Молдова, і в її складі Буковина, були перетворені на звичайну провінцію Туреччини. Тоді ж розпочалася активна румунізація буковинських земель. У 1774 р. Буковину захопили австрійські війська. Після визнання 1862 року Буковини окремим коронним краєм Австрійської імперії їй було надано адміністративну автономію. Урядовою мовою була німецька. У складі Австрійської імперії (з 1867 р. — Австро-Угорщини) вона перебувала до 1918 р.

## Перебіг подій

### Підготовка віча

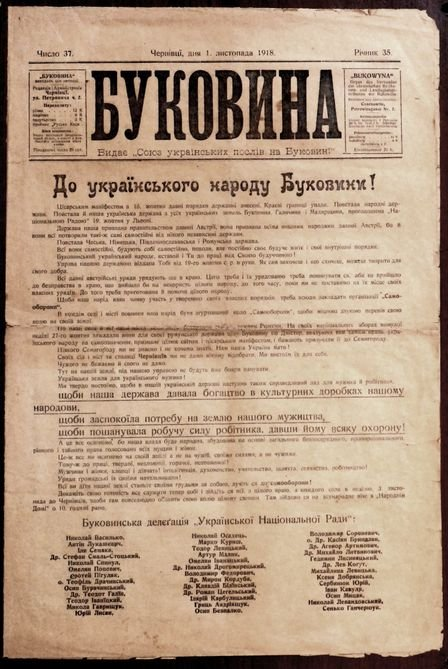
Маніфест буковинської делегації Української Національної Ради із закликом до буковинців збиратись 3 листопада на віче в Чернівцях

25 жовтня було створено Крайовий Комітет, як складову частина Української Національної Ради у Львові. Головою обрано Омеляна Поповича та створено комісії: адміністративну, міжнародну, фінансову, народної оборони та редакційну. Редакційна комісія отримала завдання підготувати звернення до народу та скликати всенародне віче на 3 листопада. Головою комісії було обрано Мирона Кордубу.
26 жовтня редакційна комісія прийняла проєкт звернення написаний О. Безпалком.
27 жовтня румуни скликали народні збори куди прийшло близько 300—400 людей і де вибрали виконавчий комітет, ухвалили резолюцій протестувати проти поділу Буковини та наполягати на об'єднанні з Румунією. Український Крайовий Комітет затвердив проєкт звернення (маніфесту) до народу і його було одразу надіслано до друкарні. До розповсюдження звернення було вирішено залучити Січових Стрільців, які тоді перебували в Чернівцях.
| | До українського народу Буковини! Цісарським маніфестом з 16 жовтня давні порядки державні знесені. Краєві границі упали. Повстали народні держави. Повстала й наша українська держава з усіх українських земель Буковини, Галичини й Мадярщини, проголошена [Українською] Національною Радою 19 жовтня у Львові. Держава наша признана правительством давної Австрії, вона признана всіма иншими народами давної Австрії, бо й вони всі потворили такі ж самі самостійні від нікого независимі держави. Повстала чеська, німецька, південно-славянська і ромунська держави. Всі вони самостійні, будують собі самостійно, поволи, але постійно своє бу дуче житє і свої внутрішні порядки. Буковинський український народе, вставай і ти до праці над своєю будуччиноюІ Управа нашою державою віддана тобі від 19 жовтня с.р. в руки. Як сам захочеш і що схочеш, можеш творити для свого добра. Всі давні австрійські уряди урядують ще в краю. Цього треба, і їх урядованю треба повинувати ся, аби не прийшло до безправства в краю, що вийшло би на некористь цілого народу, поки ми не поставимо на їх місце своїх власних урядів. До того треба приготованя й помочи цілого народу. Щоби наш нарід взяв чинну участь у творенню своїх власних порядків, треба всюди закладати організації Самооборони). В кожнім селі і місті повинен наш нарід бути згуртований коло самооборони, щоби міцною злукою перевів свою волю на своїй землі! По наші села й по наші міста посягають безправно своїми руками ромуни. На своїх національних зборах минулої неділі 27 жовтня зажадали вони для своєї ромунської держави цілу Буковину по Дністер, нехтуючи тим самим права українського народу на самовизначеннє, признане цілим світом і цісарським маніфестом і бажають прилучити її до Семигороду. Ніякого Семигороду ми не знаємо і не хочемо знати. Нам наша Україна мати! Своїх сіл і міст та столиці Чернівців ми не дамо нікому відобрати. Ми вистоїм їх для себе. Чужого не бажаємо й свого не дамо. Тут на нашій землі, під нашою управою не будуть вже бояри панувати. Українська земля для українського мужика! Ми твердо постоїмо, щоби в нашій українській державі наступив також справедливий лад для мужика й робітника, щоби наша держава давала богацтво в культурних доробках нашому народови, щоби заспокоїла потребу на землю нашого мужицтва, щоби пошанувала робучу силу робітника, давши йому всяку охорону! А це все осягнемо, бо наша влада буде народна, збудована на основі загального, безпосередного, пропорціонального, рівного й тайного права голосованя для всіх мущин і жінок. Це ж все ми осягнемо на своїй землі, а не на чужій, своїми силами, а не чужими. Тому ж до праці, твердої, незламної, горячої, невтомимої! Мужчини і жінки, хлопці і дівчата! Інтелігенція, духовенство, учительство, шляхта, селянство, робітництво! Уряди громадські із своїми начальниками! Всі ви діти нашої землі станьте своїми грудьми за собою, лучіть ся для самооборони! Докажіть свою готовність все служити тепер собі і зійдіть ся всі, з цілого краю, з кождого села в неділю, 3 листопада до Чернівців, щоби там повселюдно об'явити свою волю цілому світові. Там зійдемо ся на всенародне віче в "Народнім Домі" о 10 годині рано. Буковинська делєгація "Української Національної Ради": Николай Василько Антін Лукашевич Ілля Семака Д-р Стефан Смаль-Стоцький Николай Спинул Омелян Попович Єротей Пігуляк О.[тець] Теофіль Драчинський Осип Бурачинський Д-р Теодот Галіп Теодор Іваніцкий Микола Гаврищук ЮрійЛисан Николай Осадець Марко Куриш Тодор Левицький Артур Малик Омелян Іваніцький Д-р Николай Дрогомирецький Володимир Федорович Д-р Роман Цегельський Ілярій Карбулицький Гриць Андріящук Осип Безпалко Володимир Сороневич О. [тець] д-р Касіян Бриндзан Д-р Агенор Артимович Д-р Михайло Литвинович Г едимин Лисинецький Д-р Лев Когут Михайлина Левицька Ксеня Добрянська Сербинюк Юрій Іван Кавуля Осип Мицак [Андрій] Николай Левандовський Сенько Ганчерюк. |
| — Маніфест буковинської делегації Української Національної Ради з закликом до буковинських українців реалізувати своє право на самовизначення та оголошення віча на 3 листопада | |

Вільгельм фон Габсбурґ (справа) — командир Легіону УСС, який перебував у Чернівцях (фото: м. Львів, 1917р)

28 жовтня на черговому засіданні Крайового Комітету вирішено, що віче відбуватиметься у трьох місцях: залі Музичного товариства, залі Робітничого дому та залі Народного дому. В кожному місці було призначено по одному доповідачу: О. Безпалка, Когута та М. Кордубу.
Президент краю граф Ецдорф намагався відмовити Комітет від проведення віча, але Комітет відстояв своє рішення.
|                                                                                               | Вночі з 31 жовтня на 1 листопада Українська Національна Рада переймає владу над українськими землями Австро-Угорщини. Цієї ж ночі українські військові частини займуть Львів. Те саме заряджено по всіх місцевостях Сх. [ідної] Галичини. Всі частини У. [країнських] С. [ічових] С. [трільців] мають негайно переїхати до Львова. Бойові сотні, що перебувають у Чернівцях, мають зараз виїхати, не гаючи ні хвилини часу. Якщо б роблено труднощі в доставі поїздів, треба їх взяти силою і, ніде не затримуючись, прибути через Ходорів до Львова. Коломия і Станиславів отримали вже наказ перебрати владу. Проведення акції в Чернівцях залишити 41-му піх. [отному] полкові. Сотник Дмитро Вітовський. |
| — Наказ Центрального військового комітету до частин Українських Січових Стрільців на Буковині | |

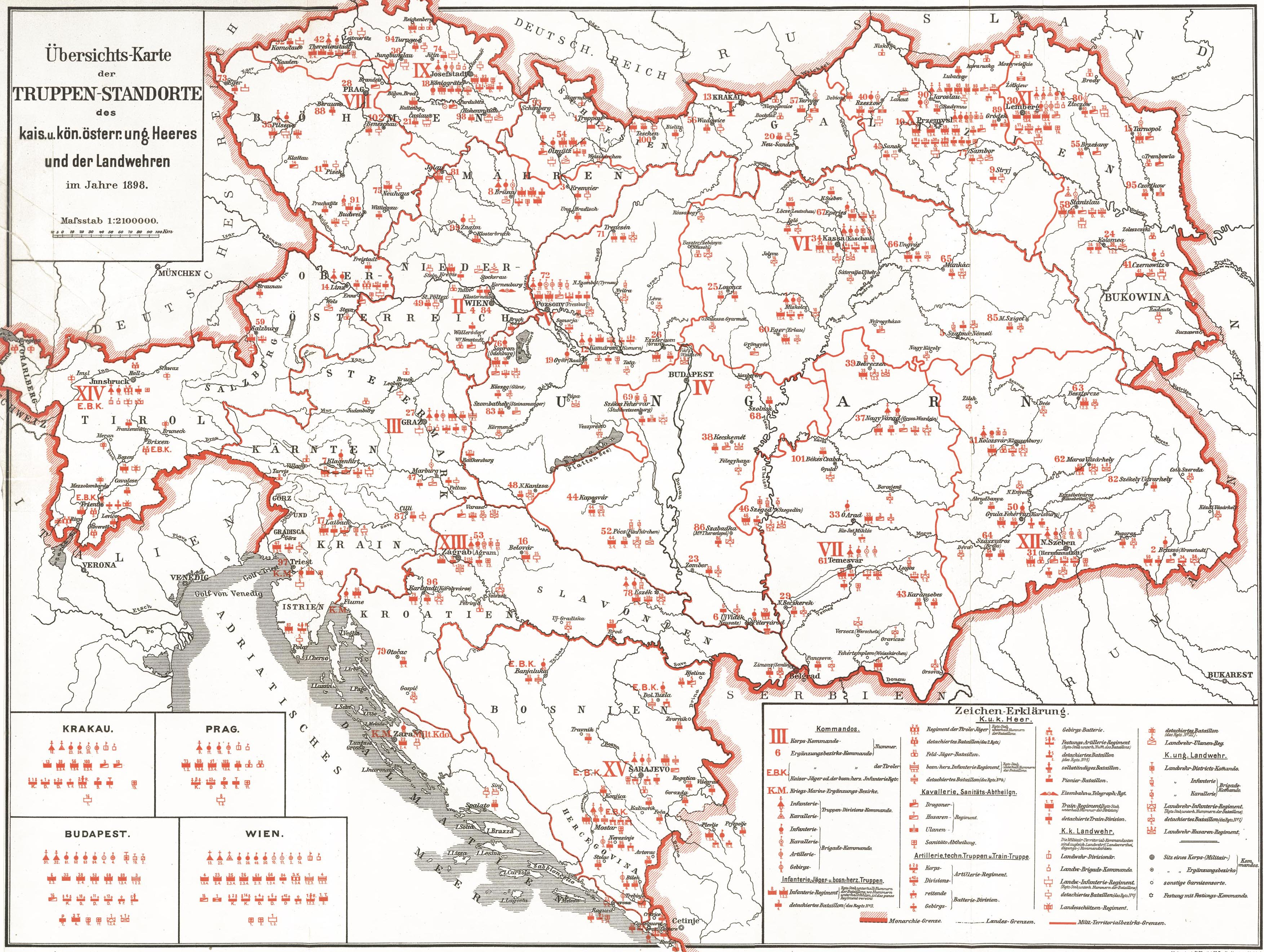
Карта розташування військових частин Австро-Угорщини (1898)

1 листопада звістка про взяття влади українцями у Львові почала поширюватись між українським населенням регіону. Відбулось таємне засідання з військовими, де їх намагались переконати не відкладати їхній виступ на потім. Також обговорювали з'єднання частин 41-го полку піхоти та 22-го полку крайової оборони (згідно з даними 1914 р., 41-й полк складався з 54 % румунів, 27 % русинів; 22-й полк — 54 % румуни, 27 % русини), роззброєння чужих вояків та офіцерів, захоплення ключових точок у місті.
2 листопада офіцери 41-го та 22-го полків розпустили своїх вояків по домівках, почалися грабунки складів, а Крайовий Комітет мав зустріч у президента краю графа Ецдорфа з представниками румунів.

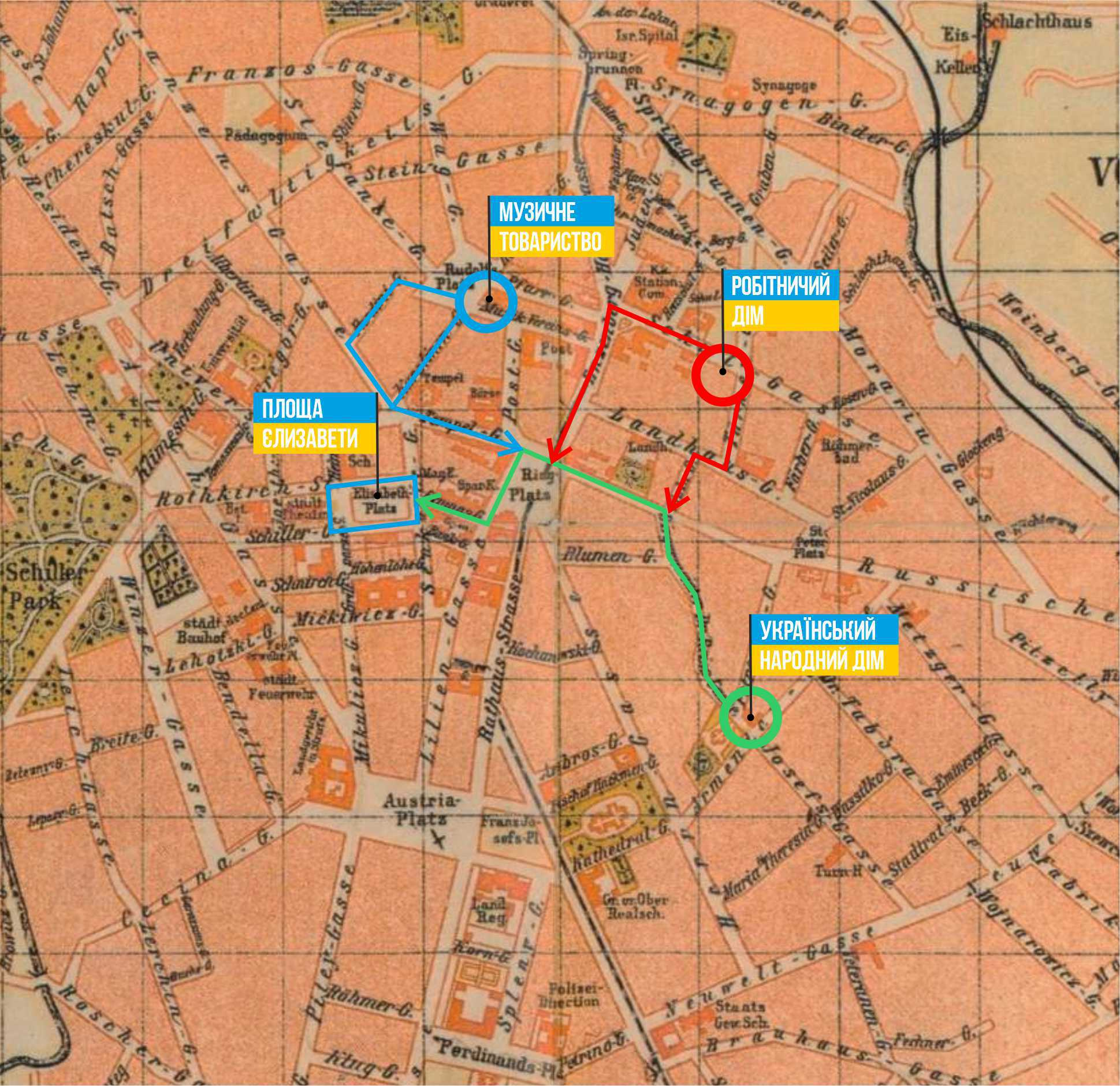
Рух учасників Буковинського віча до пл. Єлизавети (зараз Театральна)

|                                                                | Вчора в 2 години пополудні було оголошено про розпуск кадри наших крайових полків, 41 піхотного полку і 22 стрілецького полку. Відправлені по домівках солдати відкрили склади і роздали все майно солдатам. Солдати розійшлися, навантажені всім можливим, що було в казармах. |
| — «CZERNOWITZER MORGENBLATT» (Чернівці). — 1918. — 3 листопада | |

### День віча
3 листопада до Чернівців з'їхалось українське населення Буковини на заклик Крайового Комітету. Учасники гуртувались навколо трьох будівель: Народного дому, Музичного товариства, Робітничого дому і після доповідей послів Комітету вирушили маніфестацією до площі Єлизавети. Учасники та очевидці подій оцінювали кількість людей від 8 до 40 000 осіб з усіх повітів Герцогства Буковина.
|                                                                                               | У неділю 3 листопада, стояла чудова тепла погода, немов замовлена на вічевий день. Народу найшло більше, ніж могли сподіватися найбільші оптимісти. Визначені на віче три залі не могли всіх помістити, прийшлося зарядити ще четверті збори на подвірю Народного Дому. Туди пішов реферувати пос. Семака, а я перебрав реферат на горі, в зали Народного дому. В зали Музичного Інституту прийшло до інциденту, що ярко відкрив орієнтацію селянських мас. Тут після реферату пос.Ом. Поповича забрав слово пос. Пігуляк і в своїй промоі згадав про "австрійську Україну". На зали серед мужиків счинився шум, посипалися оклики: "Не хочемо Австрії"... Ледви синови пана Поповича вдалося втихомирити публику запевненнєм, що "ми очевидно пристаємо до Київа"; зібрані привитали се рясними оплесками. Похід через головні улиці міста удався знаменито, порядку нігде не нарушено. Закінчився на великій площи Єлисавети перед міським театром короткою промовою п.Безпалка і відспіваннєм пісень "Ще не вмерла Україна" і "Не пора". Такого здвигу народу Чернівці ще не бачили; число учасників віча оцінювали на щонайменше 8-10 тисяч. На чужих маніфестація зробила величезне вражіннє, як виявлення карности, солідарности і сили українського населення Буковини. |
| — Мирон Кордуба, голова редакційного комісії Крайового Комітету буковинської делегації УНРади | |

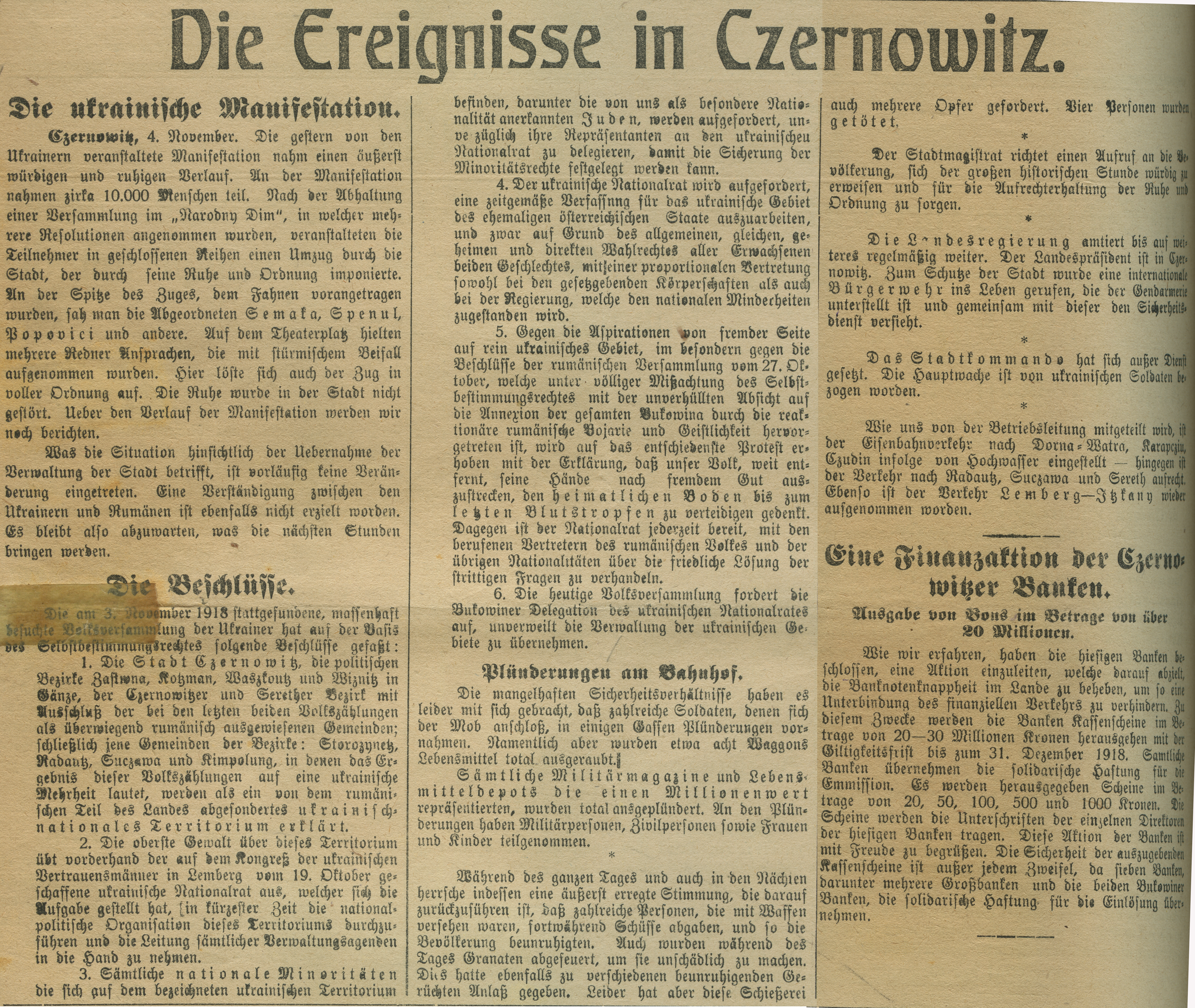
Стаття «Ситуація в Чернівцях» (Про події Буковинського Народного Віча) 4 листопада 1918 р.

### Результат віча
Віче проголосило возз'єднання Буковини Північної (загалом Кіцманський, Заставнівський, Вижницький, Вашковецький повіти, українська частина Чернівецького і Серетського повітів та переважно українські громади Сторожинецького, Радовецького та Кимполунзького повітів) із Західноукраїнською Народною Республікою та злуку з «Великою Україною». Віче також висловило протест проти спроб Румунської національної ради, створеної 27 жовтня 1918 року у Чернівцях, оголосити всю Буковину «румунською землею».
1. Місто Чернівці, відтак політичні повіти Заставна, Кіцмань, Вашківці та Вижниці цілі, а Чернівецький та Серетський повіти за виїмкою громад, вказаних із двох останніх переписів як переважно ромунські; вкінці ті громади Сторожинецького, Радовецького і Кімполунгського повітів, у котрих обі останні переписи виказують українську більшість — творять окрему від ромунської частини краю українську територіальну область.
2. Признає найвищу владу на тій українській області поки що Українську національну раду, утворену на з'їзді мужів довір'я у Львові дня 19 жовтня с. р. і взиває її, щоби якнайшвидше перевела національно-політичну організацію сеї області і перебрала цілу управу у свої руки.
3. Взиває всі національні меншості на тій українській області, причім євреїв признає за окрему національність, щоби негайно вислати своїх представників до Укр. нац. ради відносно їхнього числа населення.
4. Взиває Укр. нац. раду виготовити конституцію для української області бувшої австрійської держави, а то на основах загального, рівного, тайного і безпосереднього права голосовання всіх дорослих осіб без ріжниці пола, з пропорціональним заступництвом так при законодатних ділах, як і при правительстві для національних меншостей.
5. Рішуче протестує проти посягання чужих народів на тту суто- українську область, а зокрема проти ухвал ромунського віча з дня 27 жовтня, котре, нехтуючи брутально принцип самоозначення народів, виявило намір загарбати цілу Буковину під панування ромунських боярів і попів — та заявляє, що український нарід чужого не бажає, але своєї рідної землі боронитиме до останнього. За се з покликаннями заступниками ромунського народу і іньших народів все готовий порозумітися для мирної розв'язки всіх справ.
6. Віче взиває буковинську делегацію «Укр. Національної Ради» перебрати негайно правління української часті краю.

Віче бажає прилучення австрійської часті української землі до України

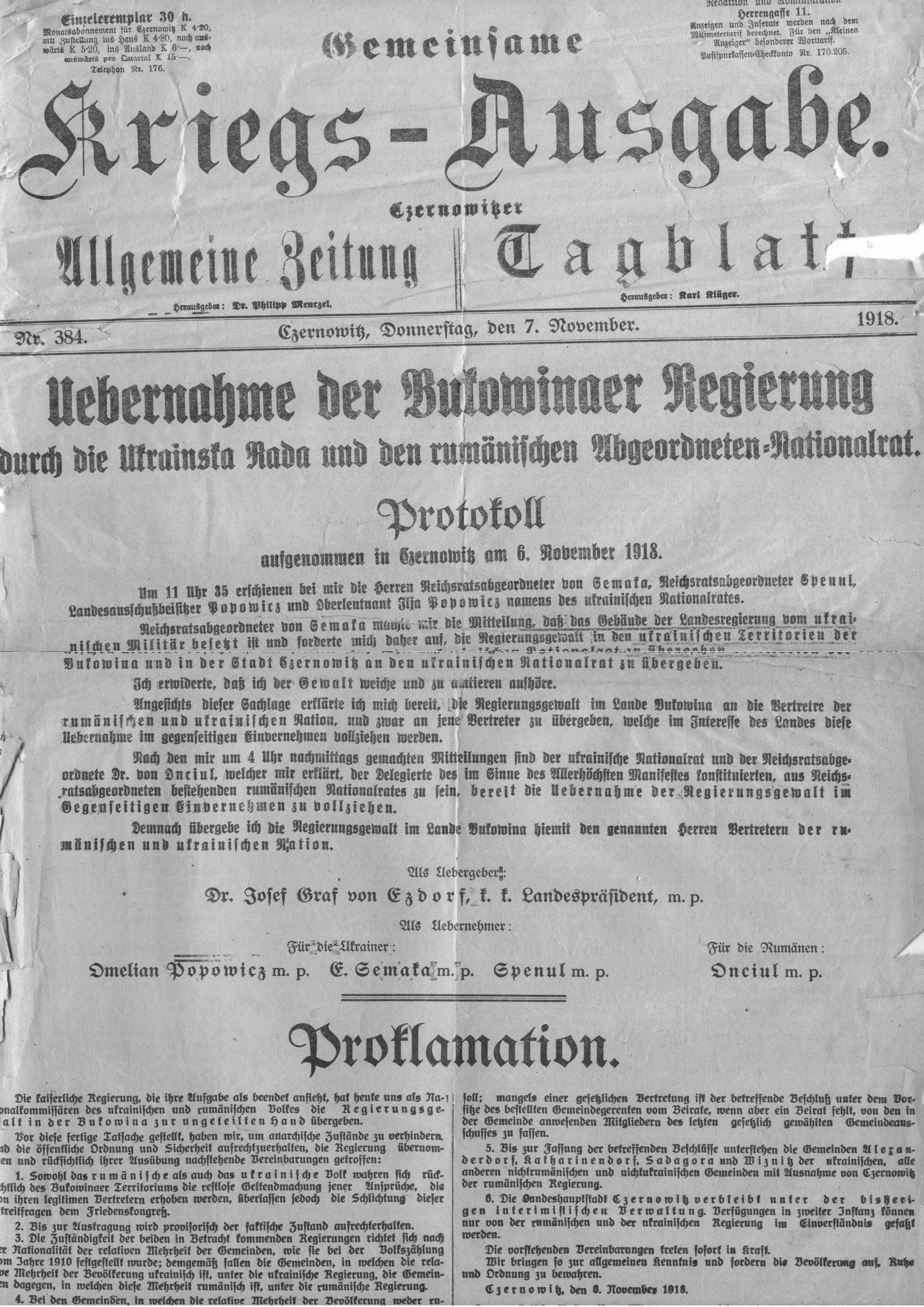
Протокол передачі влади на Буковині президентом краю графом Йосифом Ендорфом представникам української та румунської нації Омеляну Поповичу та Аурелу Ончулу

## Наслідки
6 листопада 1918 року владу на території Північної Буковини перебрав Український комітет на чолі з О. Поповичем. Законні прагнення українського населення Північної Буковини не здійснилися. 11 листопада 1918 року Румунське королівство — всупереч волевиявленню Буковинського народного віча — захопила Північну Буковину разом із Чернівцями. 13 листопада на залізничній станції Лужани відбувся бій українських добровольчих частин з румунськими військами. Ця група примусила перші румунські частини, які просувалися на Кіцмань, відступити. Коли до румунських передових частин прибуло підкріплення українські добровольці відступили, а дехто потрапив у полон. Спротив румунським окупаційним військам відбувався і в інших селах та містечках української Північної Буковини, а згодом активних учасників та членів їх родин почала переслідувати румунська таємна поліція — сигуранца.
28 листопада 1918 року було сфабриковане рішення т. зв. Генерального Конгресу Буковини, що складався винятково з румунів, про об'єднання Буковини з Королівством Румунія. Згідно з Сен-Жерменським мирним договором 1919 р. за Румунією було визнано Південну Буковину, а за Севрським мирним договором 1920 р. — і Північну Буковину.

## Пам'ять про подію
Буковинське народне віче 3 листопада 1918 року стало знаковою подією для кожного буковинця. Про неї пам'ятали, в різній формі відзначали всі наступні роки. З настанням незалежності України ця подія відмічається особливо широко. З нагоди річниці Буковинського віча 3 листопада кожного року у Чернівцях відбуваються урочистості за участі представників органів виконавчої влади, місцевого самоврядування, громадських, релігійних організацій, політичних партій, діячів науки й культури. Проводяться виставки, присвячені цій події, в обласному краєзнавчому музеї, обласній науковій бібліотеці імені М.Івасюка та обласній дитячій бібліотеці. Впродовж тижня у всіх школах області відбуваються години спілкування, присвячені Буковинському вічу. Місцеві пластуни проводять гру-квест під назвою «Листопадовий зрив» для школярів та студентів міста на честь подій Листопадового чину та Буковинського віча. З нагоди 100-ї річниці Чернівецька ОДА випустила ювілейна медаль до 100-річчя Буковинського віча. Виконана медаль — Орестом Івановичем Криворучком. Місцева поетеса Віра Китайгородська присвятила цій події вірш: 

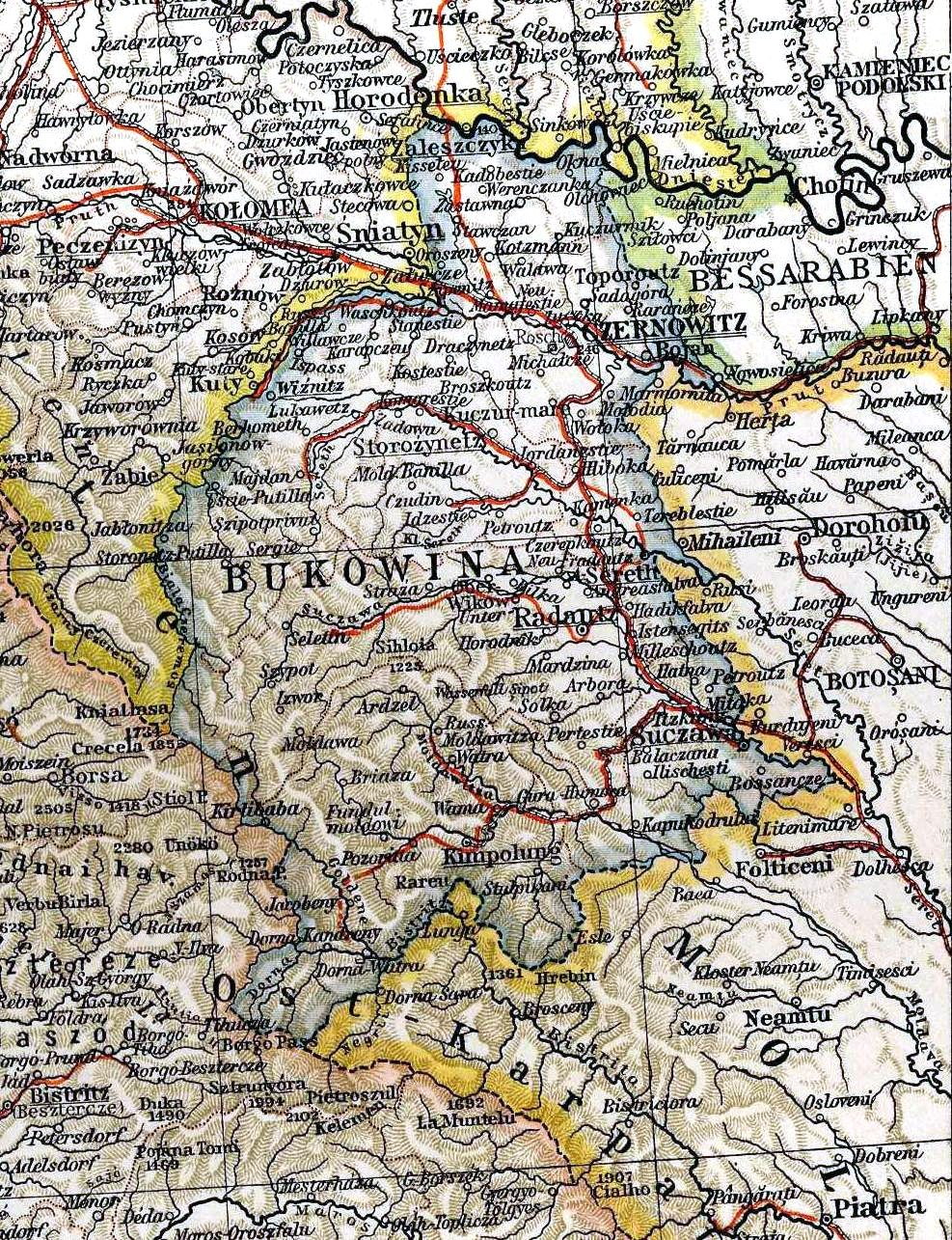
Карта Буковини в переддень Буковинського віча

Посвята учасникам Буковинського віча
Осінь: час з'ясувати труд —
Будували з піску чи глини?
Наша перша і неспростовна суть —
Хочемо до України!
Нас не міряно, як борців легіон,
Нам чіпляли бесаги на спини.
Через мури, через терну заслон —
Хочемо до України!
Нас виводили з роду писарчуки,
Нам міняли ім'я Калини.
Ми світили вночі лоїві свічки:
Хочемо до України!
Наші тут голоси не покрили літа,
Їх тримають шибки і стіни,
Наша воля — царівна і нині свята:
Хочемо України!

Китайгородська В. М.

## Учасники події

Омелян Попович, голова Крайового Комітету. Згодом був обраний Президентом краю Буковина.
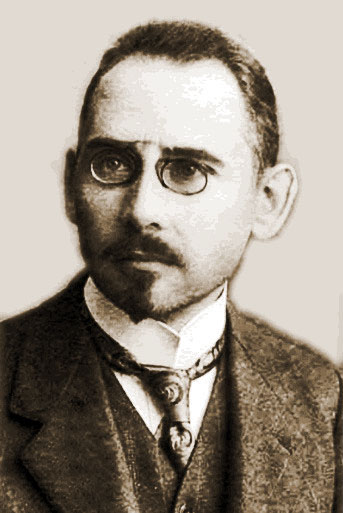
Мирон Кордуба, член редакційної комісії Крайового Комітету, яка організовувала Буковинського віче
Осип Бурачинський, один із активних  організаторів Буковинського віча. Пізніше - державний секретар судівництва (міністр) ЗУНР
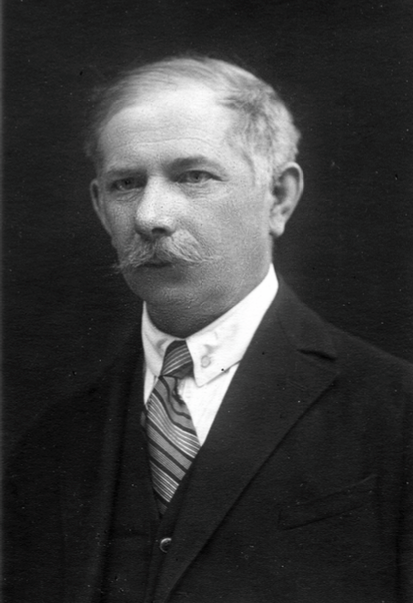
Лев Когут
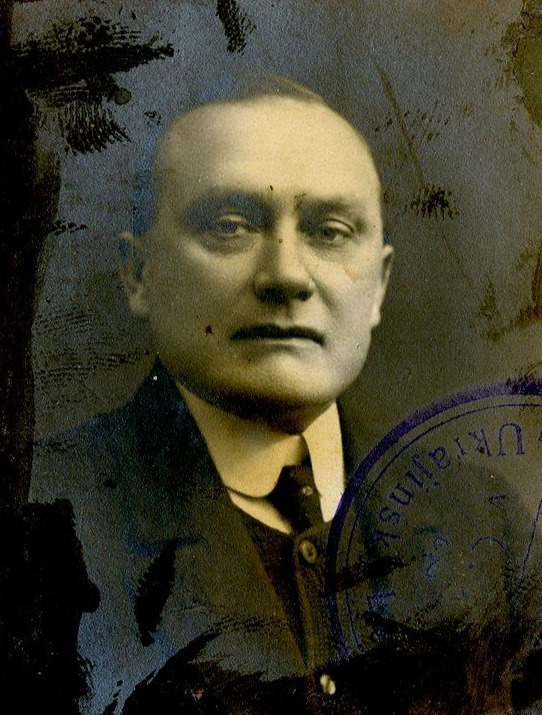
Осип Безпалко, комісар Чернівців
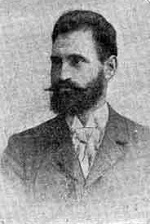
Єротей Пігуляк, один з доповідачів під час віча
Роман Цегельський
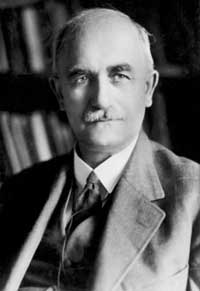
Агенор Артимович
Ілля Семака
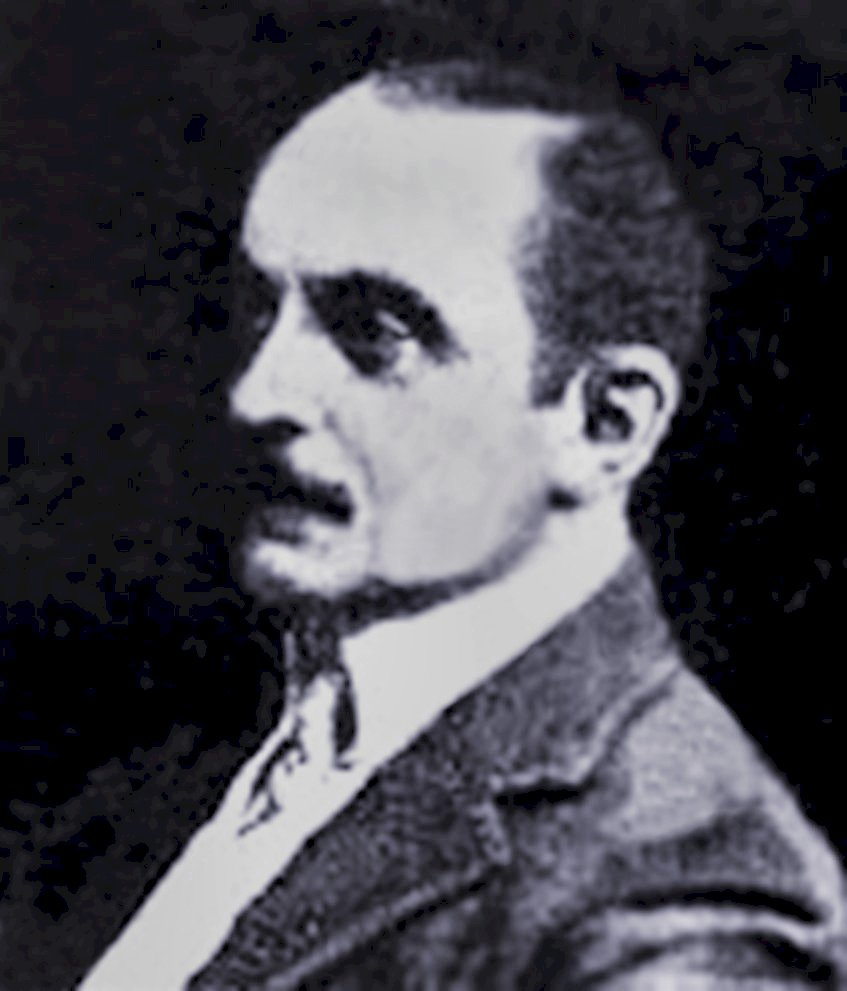
Микола Василько
Антін Лукашевич